# Колесник Віктор Федорович
Ві́ктор Фе́дорович Коле́сник (*9 серпня 1950, с. Озеряни Варвинського району Чернігівської області) — український історик, педагог. Декан історичного факультету Київського Національного університету імені Тараса Шевченка (2003—2014). Доктор історичних наук, професор, член-кореспондент Національної академії наук України (2009 р.). Член науково-методичної комісії з історії при Міністерстві науки і освіти України. Заслужений працівник освіти України. Почесний краєзнавець України (2013). Спеціалізація — соціально-економічна та політична історія України 20-30-х рр. ХХ ст., історіографія історії України, український національний рух у XVIII — на поч. ХХ ст.л

## Біографія
- Народився 09.08.1950 в с. Озеряни Варвинського району Чернігівської області в багатодітній селянській родині. Батьки Тетяна Никифорівна та Федір Прокопович виховали чотирьох синів і доньку. За натхненну працю та виховання дітей Тетяна Никифорівна отримала одну з найвищих нагород СРСР — Орден В. І. Леніна, а також Медаль Материнства. За бойові заслуги в роки німецько-радянської війни Федір Прокопович нагороджений Орденом Слави (ІІІ ступеня), медаллю За відвагу, низкою інших нагород. У родині завжди панував культ праці, відповідальності, порядності та поваги, що значною мірою визначило життєву позицію усіх дітей.
- У 1965 р. Колесник В. Ф. закінчив з відзнакою Степівську восьмирічну школу Талалаївського району Чернігівської області і поступив до Прилуцького педагогічного училища імені І. Я. Франка. По завершенню навчання в педагогічному училищі, отримавши диплом з відзнакою, у 1969 р. став студентом історичного факультету Київського державного університету імені Т. Г. Шевченка.
- У 1974 р. одержав диплом історика з відзнакою, вступає до аспірантури університету. Захистив кандидатську дисертацію (1978). Велика заслуга в цьому, переконаний Віктор Федорович, насамперед викладачів історичного факультету і особливо тих, хто залишив незабутнє враження своїми змістовними, яскравими, емоційно захоплюючими лекціями: А. К. Буцика, В. О. Маркіної, М. І. Мелащенка, Ю. Ю. Кондуфора, В. Д. Жебокрицького.
- З 1977 р. працював асистентом, старшим викладачем, доцентом у Київському державному університеті імені Т. Г. Шевченка. За тих часів гуманітарні дисципліни вважалися «політичними», їх викладання перебувало під пильним наглядом ідеологів, особливо контролювали істориків. Тож відповідного спрямування дотримувалися дослідження на здобуття вчених ступенів і наукових звань, а в їх руслі розроблялися курси лекцій, спецкурси, тематика семінарських занять, курсових та дипломних робіт тощо. Тільки з 1991 р. остаточно щезає політичний зашморг з України, отже, й ідеологічний — з наукової, історичної думки. Те, що науковець відразу ж по суспільних змінах захистив докторську дисертацію на злободенну тему: «Робітничий клас України наприкінці 20-х — в 30-ті роки: історіографія», засвідчило його громадянську позицію як патріота України. Адже задум подібних досліджень виношується роками, а ті попередні роки так званої перебудови, за якою маскувалися намагання зберегти від розвалу збанкрутілу державу-імперію, ще могли обернутися по-різному. Ще гинули в застінках КДБ українські «дисиденти». Наступні наукове звання і посада професора відкривають нові можливості для творчої самореалізації. Історик розробляє і викладає спеціальні курси: «М. С. Грушевський — громадський і політичний діяч», «Економічні і національно-культурні процеси в Українській РСР у 1920-ті — 1930-ті рр.», «Суспільно-політичні рухи в Україні на початку XX ст.», нормативний курс «Історія України» на економічному факультеті.
- З 2001 р. Віктор Федорович викладацько-наукову роботу поєднує з науково-організаційною. Його було обрано завідувачем кафедри давньої та нової історії України.
- З 2003 р. обирається на керівну посаду — деканом історичного факультету, на якій працював до червня 2014 р.
- Віктор Федорович є головою спеціалізованої ради із захисту докторських і кандидатських дисертацій, членом аналогічної ради в Інституті історії України НАН України, членом редколегії наукового журналу «Вісник Київського університету. Серія: історія», наукового збірника Гілея, інших наукових історичних видань. Підготував 23 кандидатів та 5 докторів наук. Опублікував понад 140 наукових і науково-методичних праць, присвячених соціально-економічній історії України 20-х — 30-х років XX ст., історіографії, історії України, українському національному рухові XVII — початку XX ст. та іншим проблемам історії України

## Розроблені курси
- Суспільно-політичні рухи в Україні на початку ХХ століття.
- Економічні та національно-культурні процеси в Українській СРР (1920 — 1930-ті рр.).
- М. С. Грушевський — історик та політичний діяч.
- Історія України.

## Список наукової та навчально-методичної літератури
- Колесник В. Ф. Український рух в Австро-Угорщині (кін. ХІХ — поч. ХХ ст.) /В. Ф. Колесник, О. О. Рафальський . — К.: «Стилос», 1998. — 36 с.
- Колесник В. Ф. Шляхом національного відродження: Національне питання в програмах та діяльності українських партій Наддніпрянщини. 1900—1907 / В. Ф. Колесник, О. О. Рафальський, О. П. Тимошенко. — К.: «Стилос», 1998.
- Колесник В. Ф. Російська демократична інтелігенція та українське національне відродження (кін. ХУІІІ — поч. ХХ ст.) /В. Ф. Колесник, О. М. Надтока. — К.: Хрещатик, 2002. — 182 с.
- Колесник В. Ф. Історіографія нової економічної політики в Українській СРР /В. Ф. Колесник, В. П. Коцур, Г. Г. Коцур. — К.: Хрещатик,2002. — 176 с.
- Новітня історія України (1900—2000). — 2-е видання, перероблене, доповнене. — К.: Вища школа, 2002. — 718 с. (колектив авторів).
- Історичний факультет Київського національного університету імені Тараса Шевченка: минуле й сьогодення (1834—2004 рр.). — К., 2004.
- Українські історики ХХ століття: Біобібліографічний довідник, вип.2, ч. 2. — К.,2004.
- Колесник В. Ф. Українські ліберально-демократичні партії в Російській імперії на початку ХХ століття: монографія / В. Ф. Колесник, Л. П. Могильний. — К.: ВПЦ Київський університет, 2005. — 244 с.
- Історія України: Навчально-методичний посібник для семінарських занять / За ред. В. М. Литвина. — К.: Знання, 2006. — 607 с.
- Київський національний університет імені Тараса Шевченка. Шляхами успіху. — Т.2. — К.,2006.
- Енциклопедія історії України. — Т.4. — К., 2007.
- Політичні партії та суспільно-політичні рухи в Україні наприкінці ХІХ — на початку ХХ століття: Навчальний посібник / / В. Ф. Колесник, Л. П. Могильний. — К.: ВПЦ Київський університет, 2007. — 279 с.
- История Украины: учебник для иностранных студентов высших учебных заведений /Г. Д. Казьмирчук, В. И. Гусев, В. П. Капелюшный и др.; под ред. Г. Д. Казьмирчука. — К.: ИПЦ Киевский университет, 2010. — 631 с.
- Колесник В. Ф. Україна в 1920 — 1930-ті роки: навчальний посібник / В. Ф. Колесник, А. М. Пижик. — К.: ВПЦ Київський університет, 2010. — 311 с.
- Колесник В. Ф. Історія міжнародних відносин (1918—1939): підручник / В. Ф. Колесник, В. М. Павленко. — К.: ВПЦ Київський університет, 2012. — 287 с.
- Історія України: Новітня доба: навч. посібник/ В. М. Литвин, В. Ф. Колесник, А. Г. Слюсаренко та ін.; за ред. В. М. Литвина. — К.: ВПЦ Київський університет, 2012. — 480 с.
- Історія України (з найдавніших часів до початку ХХ століття): навчальний посібник для студ. гуманіт. ф-тів вищ. навч. закл. / В. М. Литвин, В. Ф. Колесник, С. П. Юренко та ін. — К.: ВПЦ Київський університет, 2012. — 671 с.
- Історія Київського університету: монографія /І. В. Верба, О. В. Вербовий, Т. Ю. Горбань та ін.; кер. авт. кол. В.Ф, Колесник. — К.: ВПЦ Київський університет, 2014. — 895 с.
- Колесник В. Ф. Коренізація національних меншин УСРР у 1920–1930-ті рр.: історіографія /В. Ф. Колесник. — К.: Видавничий дім «АртЕк», 2015. — 172 с.

## Нагороди і звання
- Орден «За заслуги» ІІІ ступеня.
- Заслужений працівник освіти України (2006).
- Заслужений професор Київського національного університету імені Тараса Шевченка (за рішенням Вченої ради від 03.06.2013 р.).
- Почесний краєзнавець України (2013)